# 이민정 (성우)
이민정은 대한민국의 성우이다. 1972년 KBS에 입사했으며, 현재는 KBS 14기이다. 한국방송 성우극회 소속.